# ميناء يانغ شان
ميناء يانغشان (بالصينية: 洋山深水港) هو ميناء مياه عميقة لسفن الحاويات في خليج هانغتشو جنوب مدينة شنغهاي في جمهورية الصين الشعبية، يتصل بكل من جزر يانغشان الكبرى والصغرى بمنطقة بودونغ الجديدة في شنغهاي عن طريق جسر دونغهاي، وتشكل جزءً من ميناء شنغهاي، وتُدار بشكل منفصل كجزء من محافظة شينجسي في مقاطقة جيجيانغ. تم تصميم الميناء لتسهيل النمو لميناء شنغهاي الرئيسي على الرغم من المياه الضحلة بالقرب من الشاطئ، وهو يسمح ببناء أرصفة تصل إلى 15 مترًا (49 قدمًا)، مما جعله قادراً التعامل مع أكبر سفن الحاويات في العالم اليوم، تتجاوز المساحة الإجمالية المخططة لمنطقة ميناء يانغشان 25كم، بما في ذلك أربع مناطق مينائية في الشرق والغرب والجنوب والشمال. ووفقًا لمبدأ التخطيط والتنفيذ فقد تم بنائه على مراحل، حيث تم تقسيم البناء إلى أربع مراحل تمتد من عام 2002 إلى عام 2020، وفي عام 2016، استطاع ميناء شنغهاي يانغشان التعامل مع شحنات بلغت 702 مليون طن، وحاويات شحن وصلت لعدد قياسي فاقت حاجز ال 37 مليون حاوية متكافئة، بزيادة سنوية قدرها 3.5٪، كما وحافظ الميناء على المركز الأول في العالم لمدة 7 سنوات متتالية منذ عام 2010.

## التاريخ ومراحل البناء
أثارت شنغهاي رسميًا مسألة بناء ميناء للمياه العميقة في عام 1995م. تحديداً بعد إنشاء مكتب المجموعة الإقليمية الرائدة لشنغهاي مركز شنغهاي الدولي للشحن في عام 1996م، وفي سبتمبر من نفس العام، وفقًا لإشعار من وزارة الاتصالات، بدأ رسمياً الدراسات الأولية والعرض العملي للحصول على الموافقة للمشروع. وبحلول مارس 2002، تمت الموافقة على مشروع بناء الميناء من قبل مجلس الدولة، وتم الانتهاء من المرحلة الأولى من مشروع الميناء (بما في ذلك جسر دونغهاي) وتشغيلها. في نهاية عام 2017.

## خدمة الطريق السريع
نظرا لكون ان الميناء يقع في منطقة المياه العميقة البعيدة نسبيا عن الشاطئ كان من الضروري تأمين وسيلة مواصلات ملائمة لتربط الجزر التي يقع عليها الميناء باجزاء أخرى من مدينة شنغهاي، فقد تم تصميم جسر دونغهاي المعلق فوق البحر ليقوم بربط الجزيرتين ببعضهما وبالمدينة ككل وعدة مدن أخرى حيث تم افتتاحه في الأول من ديسيمبر من عام 2015م ليوصل الميناء باقرب نقطة من ساحل البر الصيني الرئيسي عن طريق جسر يمتد بطول 32كم، ليصبح بذلك أطول جسر فوق البحر على مستوى العالم.

## انظر ايضاً
- ميناء شنغهاي
- مزرعة رياح جسر دونهاي
- جسر دونغهاي